# 쇼케이스 (캐나다의 텔레비전 채널)

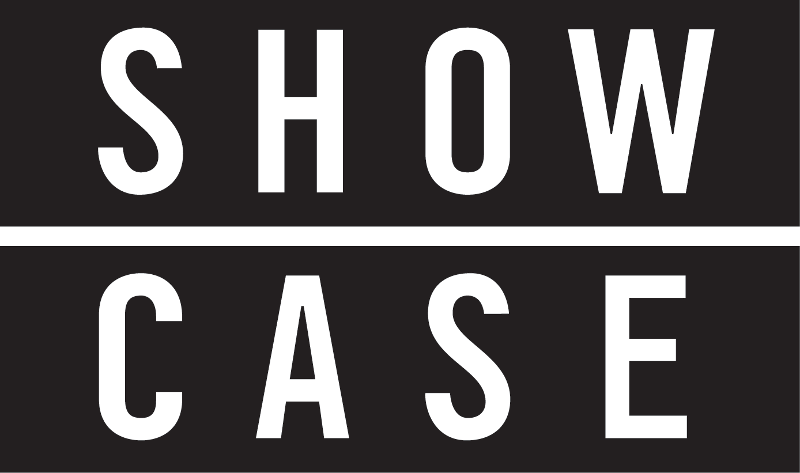

쇼케이스(Showcase)는 캐나다의 텔레비전 채널이다.

## 프로그램 목록
- 트레일러 파크 보이즈(Trailer Park Boys)
- 로스트 걸(Lost Girl)
- 컨티넘(Continuum)
- 헤이븐(Haven)